# Yechiva de Hébron
La Yechiva de Hébron connue aussi comme Yeshivas Hevron ou Knesses Yisroel ou Yechiva Knesset Israel (« Rassemblement d'Israël ») est fondée en 1924, par les Roshei yeshiva de la Yechiva de Slobodka de Kaunas, en Lituanie. Avec le massacre de Hébron de 1929, où 24 étudiants sont massacrés, la yechiva se relocalise à Jérusalem.

## Histoire

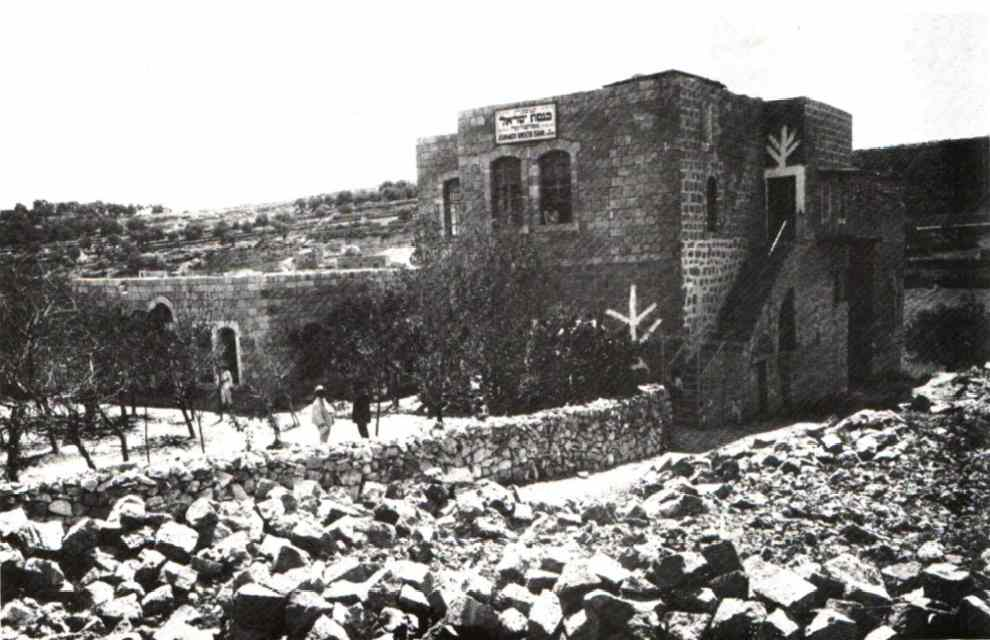
La Yechiva de Hébron,
Knesses Yisrael (Hébron)

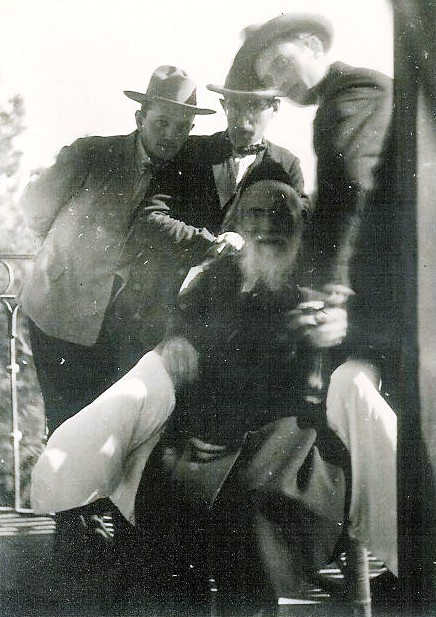
Nosson Tzvi Finkel (l'Alter de Slabodka) avec des étudiants à Hébron.

### De Kaunas à Hébron
En 1924, la yechiva de Slobodka à Slobodka (Kaunas), en Lituanie fait face à l'imposition du service militaire obligatoire et l'introduction obligatoire d'études séculaires. Face à ces événements, le rabbin Nosson Tzvi Finkel (l'Alter de Slobodka) décide d'envoyer le rabbin Avraham Grodzinski et 150 étudiants à Hébron en Palestine mandataire pour établir une Yechiva. Au retour du rabbin Avraham Grodzinsk à Slobodka, le rabbin Nosson Tzvi Finkel le nomme Mashgia'h Rou'hani et le rabbin Yitzchok Isaac Sher comme rosh yeshiva à Slobodka. Le rabbin Nosson Tzvi Finkel va alors à Hébron pour diriger la nouvelle Yechiva. Il partage ce rôle avec le rabbin Moshe Mordechai Epstein.

### Le massacre (1929)
Il n'y a qu'un survivant du massacre d'Hébron,, perpétré contre la yechiva de Hébron. Le bilan: 24 étudiants sont assassinés dans ce pogrom. Le jour de l'attaque, le rosh yeshiva, le rabbin Simcha Zissel Broide ne se trouvait pas sur les lieux.

### Jérusalem
Tout en gardant son nom de yechiva de Hébron, la yechiva quitte Hébron et s'installe à Jérusalem. Au début elle s'installe dans le quartier de Gueoulah puis en 1975 elle trouve un emplacement dans le quartier de Givat Mordechai.

## Étudiants notoires

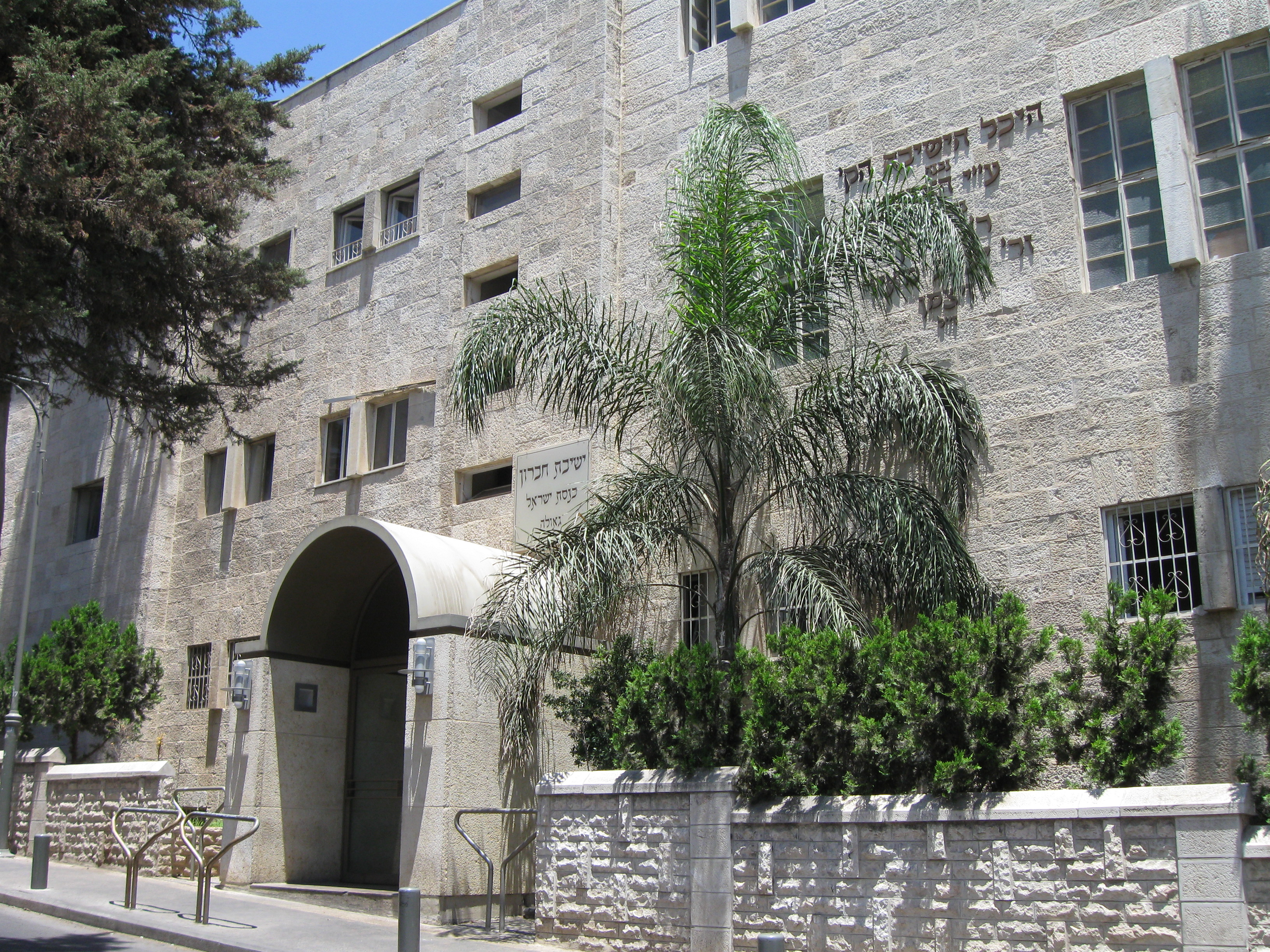
La branche du quartier de Geula à Jérusalem de la Yechiva de Hébron.

- Yitzchak Abadi, Rosh Kollel, Kollel Ohel Torah
- Meyer Abovitz, Av Beth Din, en Russie
- Yehuda Amital, Rosh Yeshiva, Yeshivat Har Etzion, Gush Etzion
- Menachem Mendel Blachman, Rosh Yeshiva, Yeshivat Kerem B'Yavneh, Yavneh, Israël
- Zvi Block, Yechiva de Mir, Brooklyn, New York
- Aryeh Deri, homme politique israélien
- Menachem Elon, juge à la Cour suprême d'Israël
- Baruch Mordechai Ezrachi, Rosh Yeshiva, Yechiva Ateres Yisrael, Jérusalem
- Shlomo Goren, grand-rabbin d'Israël
- René Gutman, grand-rabbin de Strasbourg et du Bas-Rhin
- Yeshayahu Hadari, Rosh Yeshiva, Yeshivat Hakotel, Jérusalem
- Yitzchok Hutner, Rosh Yeshiva, Yeshiva Rabbi Chaim Berlin, Brooklyn, New York
- Shneur Kotler, Rosh Yeshiva, Beth Medrash Govoha, Lakewood, New Jersey
- Dov Landau, Rosh Yeshiva, Yechiva de Slobodka, Bnei Brak, Israël
- Zev Reichman, Université Yeshiva, New York
- Sholom Schwadron, connu comme le Maggid de Jérusalem
- Dov Schwartzman, Rosh Yeshiva, Yeshivas Beis HaTalmud, Jérusalem
- Avraham Shapira, Rosh Yeshiva, Mercaz HaRav, Jérusalem
- Moshe Sternbuch, Edah HaChareidis à Jérusalem
- Yitzhak Yosef, grand-rabbin séfarade de l'État d'Israël depuis 2013